# Quantização (física)
Em física, uma quantização é um procedimento matemático que atribui um valor específico a um sistema físico; assim contrariando a ideia de que determinadas unidades, como energia e carga elétrica, eram continuas. 

## Definição formal
Concretamente dada a descrição hamiltoniana de um sistema clássico mediante uma variedade simplética {\displaystyle ({\mathcal {M}},\omega )} pode ser definida formalmente o processo de quantização como a construção de um espaço de Hilbert {\displaystyle {\mathcal {H}}} tal que ao conjunto de magnitudes físicas ou observáveis medíveis no sistema clássico {\displaystyle f_{i}\,} se assinala um conjunto de observáveis quânticos ou operadores auto-adjuntos {\displaystyle {\hat {f}}_{i}} tais que:
1. {\displaystyle (f_{i}+f_{j}){\hat {}}={\hat {f}}_{j}+{\hat {f}}_{j}}
2. {\displaystyle (\lambda f_{i}){\hat {}}=\lambda {\hat {f}}_{j}\qquad \lambda \in \mathbb {R} }
3. {\displaystyle \{f_{i},f_{j}\}{\hat {}}=-i[{\hat {f}}_{i},{\hat {f}}_{j}]}
4. {\displaystyle {\hat {1}}=I_{\mathcal {H}}}
5. Os operadores de posição {\displaystyle {\hat {q}}_{i}} e seus momentos conjugados {\displaystyle {\hat {p}}_{i}} atuam irreduzivelmente sobre {\displaystyle {\mathcal {H}}}.

Onde {\displaystyle I_{\mathcal {H}}} é a aplicação identidade sobre o espaço de Hilbert assinado ao sistema, {\displaystyle \{\cdot ,\cdot \}} é o parênteses de Poisson e {\displaystyle [\cdot ,\cdot ]} é o comutador de operadores.
Pelo teorema de Stone-von Neumann a condição (5) implica que os graus de libertade de deslocamento nos obrigam a tomar {\displaystyle {\mathcal {H}}\approx L^{2}(\mathbb {R} ^{n})} e um operador é multiplicativo e outro derivativo. Assim usam-se a representação em forma de função de onda em termos das coordenadas espaciais:

{\displaystyle {\hat {q}}_{i}\psi (q_{i})=q_{i}\psi (q_{i})\qquad {\hat {p}}_{i}\psi (q_{i})=-i\hbar {\frac {\partial }{\partial q_{i}}}\psi (q_{i})}

Usa-se a representação em forma de função de onda em termos das coordenadas de momento conjugado:

{\displaystyle {\hat {p}}_{i}\psi (p_{i})=p_{i}{\tilde {\psi }}(p_{i})\qquad {\hat {q}}_{i}\psi (p_{i})=-i\hbar {\frac {\partial }{\partial p_{i}}}{\tilde {\psi }}(p_{i})}

### Sistemas quantizáveis
Um sistema hamiltoniano clássico definido sobre uma variedade simplética {\displaystyle ({\mathcal {M}},\omega )} se chama quantizável se existe um {\displaystyle S^{1}}-fibrado principal {\displaystyle \pi :{\mathcal {Q_{M}}}\to {\mathcal {M}}} e uma 1-forma {\displaystyle \alpha \;} sobre {\displaystyle {\mathcal {Q_{M}}}}, chamada variedade de quantização, tal que:
1. {\displaystyle \alpha \;} é invariante sob a ação de {\displaystyle S^{1}[\approx U(1)]}
2. {\displaystyle \pi ^{*}\omega =d\alpha \;}

Um resultado recolhido em Steenrod 1951 implica que uma variedade é quantizável se a segunda classe de co-homologia satisfaz certa propriedade:
{\displaystyle ({\mathcal {M}},\omega )} é quantizável se e somente se {\displaystyle \omega /h\in H^{2}({\mathcal {M}},\mathbb {Z} )},
ou seja, a integral da forma simplética integrada sobre uma variedade compacta de dimensão 2 é um número inteiro multiplicado pela constante de Planck. É mais naqueles casos em que existe mais de um modo de quantizar um sistema clássico, as diferentes quantizações podem classificar-se de acordo com a forma de {\displaystyle H^{1}({\mathcal {M}},\mathbb {Z} )}

## Primeira quantização
Os procedimentos de primeira quantização são métodos que permitem construir modelos de uma partícula dentro da mecânica quântica a partir da correspondente descrição clássica do espaço de fases de uma partícula.
- A quantização canônica, é um procedimento informal que assinala a magnitude física expressável em termos das coordenadas canônicas do sistema clássico, um operador obtido por substituição direta das variáveis canônicas por operadores hermíticos Pi e Qi que satisfazem as relações [Qi,Pi] = ih/2π, [Qi,Qj] = 0, [Pi,Pj] = 0 e [Qi,Pj] = 0.
- A quantização de Weyl, é um procedimento para construir um operador hermítico sobre o espaço {\displaystyle L^{2}(\mathbb {R} ^{n})} para um sistema cujo espaço de fases clássico tenha uma topologia {\displaystyle \mathbb {R} ^{2n}}. Esta técnica foi descrita pela primeira vez por Hermann Weyl em 1927.

## Segunda quantização
Os procedimentos de segunda quantização são métodos para construir teorias quânticas de campos a partir de uma teoria clássica de campos.
- Quantização canônica, é uma extensão do procedimento de quantização canônica empregado na primeira quantização mas estendido neste caso a mais de uma partícula.
- Quantização canônica covariante.
- Quantização mediante integrais de caminho, proposto por Feynmann e Kac que depende de construir uma medida cotada em um espaço de Hilbert a partir do funcional de ação.
- Quantização geométrica.
- Aproximação variacional de Schwinger.